# مورغان نوبل
مورغان نوبل (بالإنجليزية: Morgan Noble)‏ هو شخصية أعمال وسياسي أمريكي، ولد في 1817. حزبياً، نشط في الحزب الديمقراطي. وقد انتخب عضو جمعية ولاية ويسكونسن.